# Coccinula quatuordecimpustulata
Fjortonfläckig torrbackspiga (Coccinula quatuordecimpustulata) är en skalbaggsart som först beskrevs av Carl von Linné 1758. Den ingår i släktet Coccinula och familjen nyckelpigor. Arten är reproducerande i Sverige.

## Beskrivning
Arten är svart med sju runda, gula fläckar på varje täckvinge, den översta mycket nära täckvingefogen. Arten är liten, med en kroppslängd på 3 till 4 mm.

## Utbredning
Arten förekommer i större delen av Europa, med undantag för Spetsbergen, Island, Irland, Portugal, grekiska övärlden och Cypern. Den finns även österut genom Ryssland, Kaukasus, Sibirien, Kazakstan, Georgien, Armenien och Azerbajdzjan till Mongoliet och Kina, samt söderut till Nordafrika och tropiska Afrika. I Sverige finns den i Götaland, Svealand och östra Norrland, medan den i Finland finns i hela landet, dock med tonvikt på den södra halvan.

## Ekologi
Den fjortonfläckiga torrbackspigan är en anpassningsbar art som gärna uppsöker torra habitat som torrängar, stäpper, sandiga fält, skogsbryn och -gläntor. Den livnär sig framför allt på örtlevande bladlöss. Arten är aktiv från april till oktober, med en topp i juli och augusti. Den övervintrar i lövförna och tallbarr.

## Bildgalleri

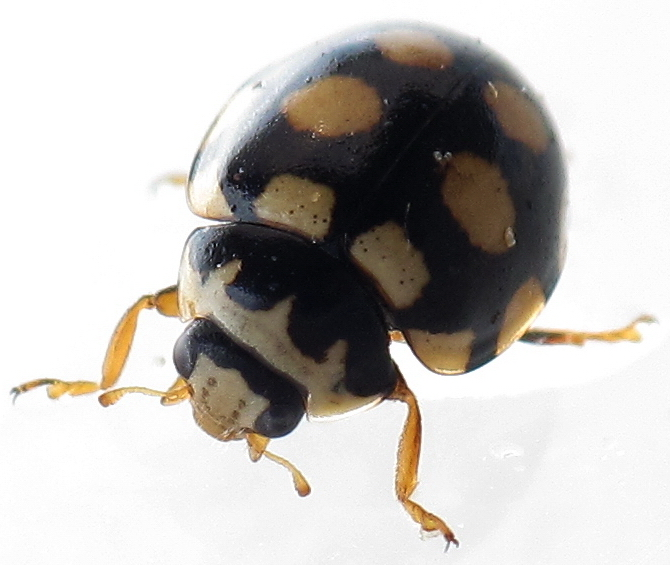
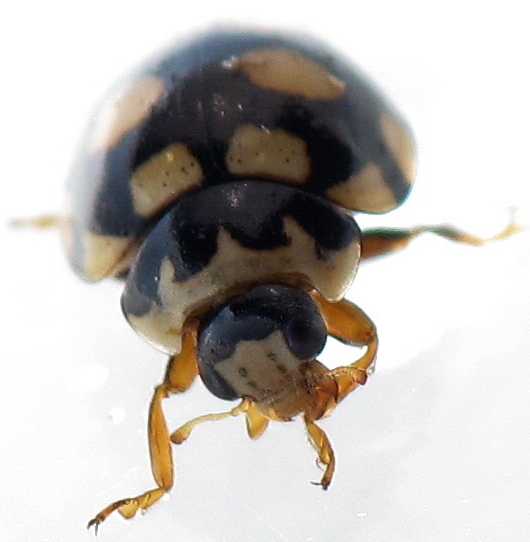
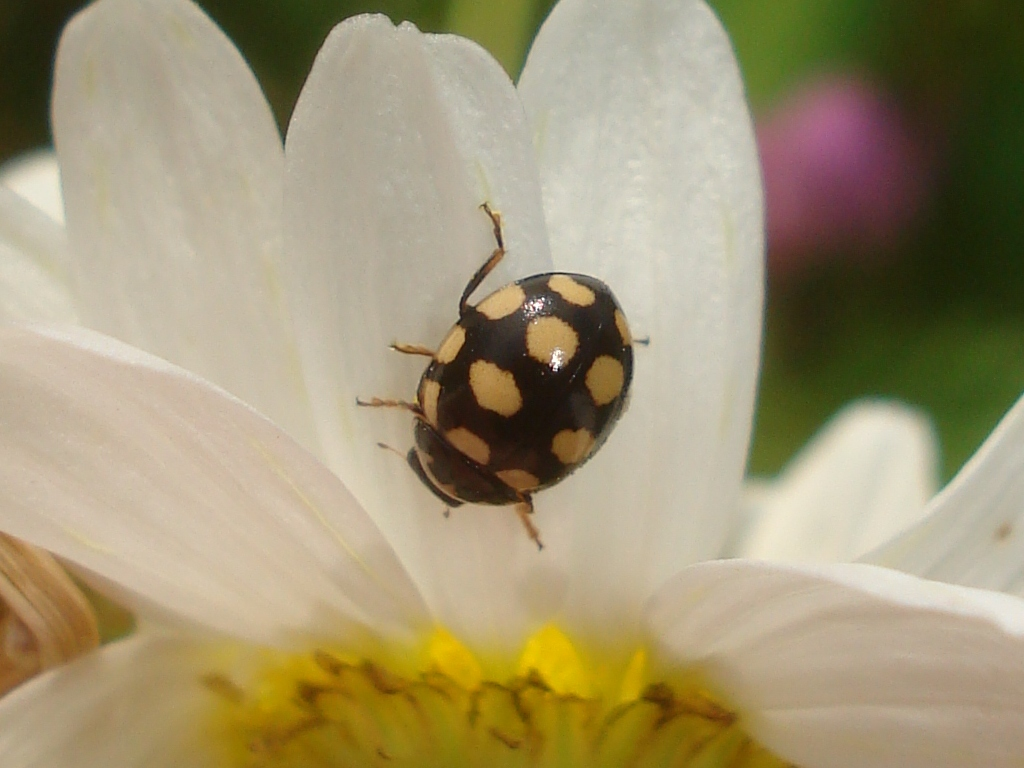
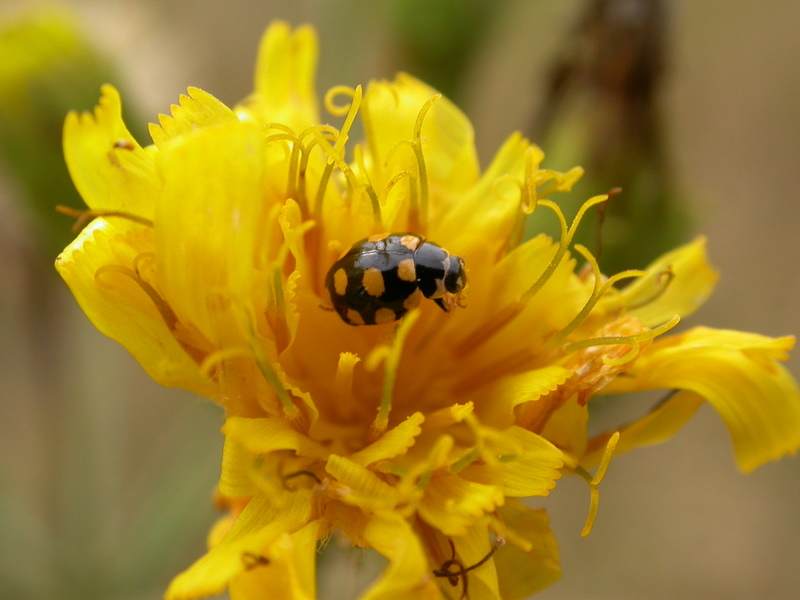
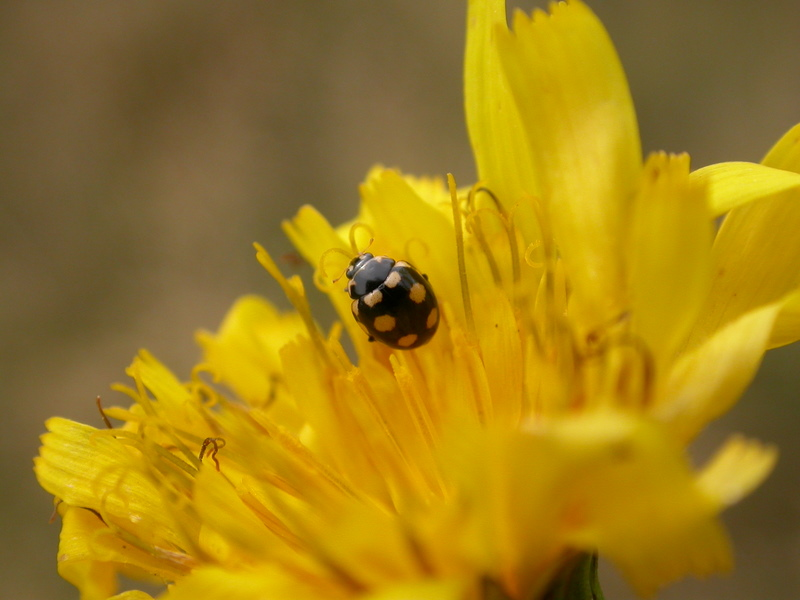
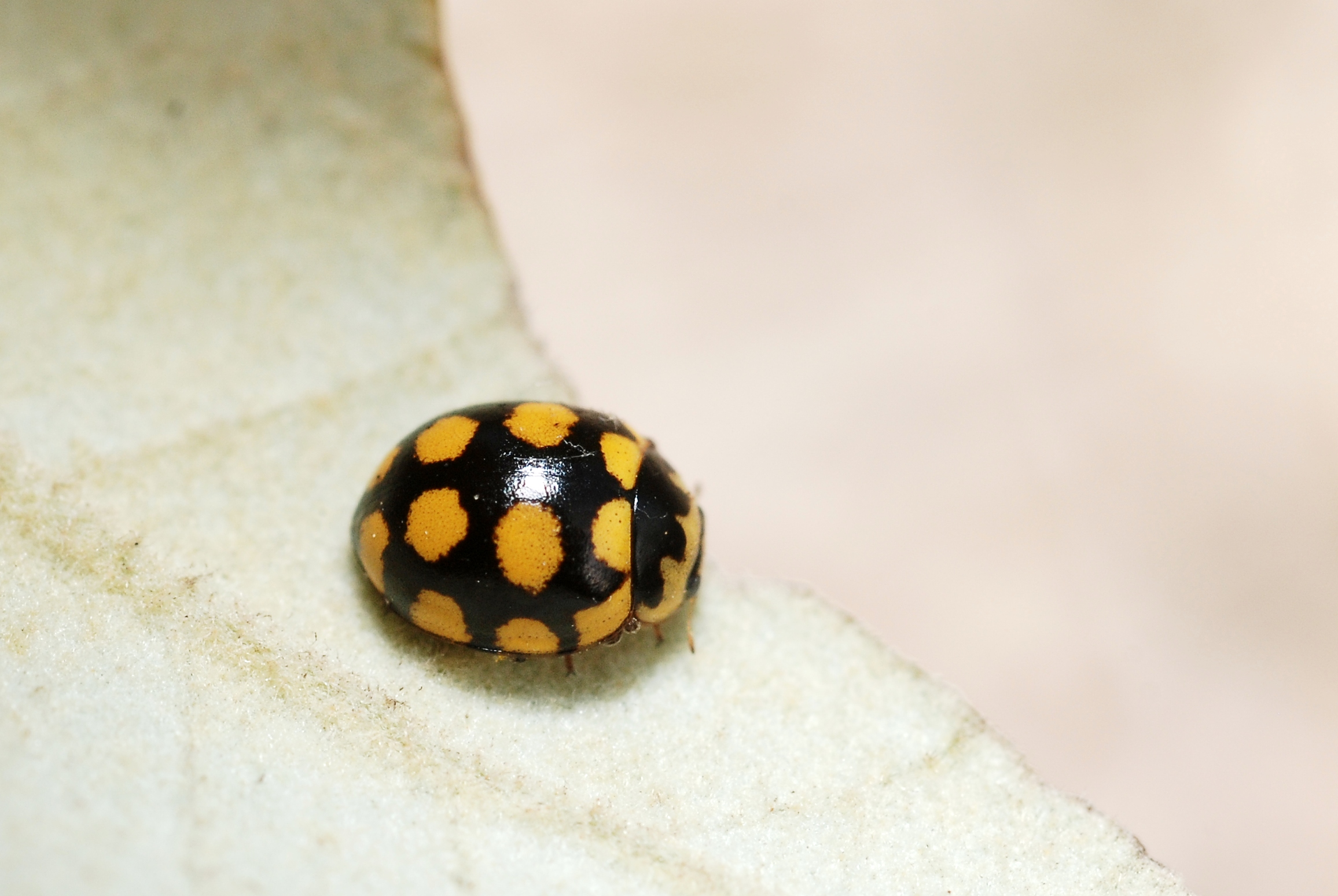